# Marco Servilio Silano
Marco Servilio Silano  fue un militar y senador romano que vivió en siglo II y desarrolló su carrera bajo los reinados de los emperadores Antonino Pío, Marco Aurelio y Cómodo. 

## Carrera política
Una inscripción  y los Fasti Ostienses, en los que se conserva parcialmente su nombre, muestran que Silano fue en el año 152, cónsul sufecto junto con Publio Cluvio Máximo. Los dos tomaron posesión el 1 de octubre de ese año. 
En el año 188 fue cónsul ordinario junto con Publio Seyo Fusciano, quien también ejercía su segundo consulado.